# Au am Rhein
Au am Rhein este o comună din landul Baden-Württemberg, Germania.

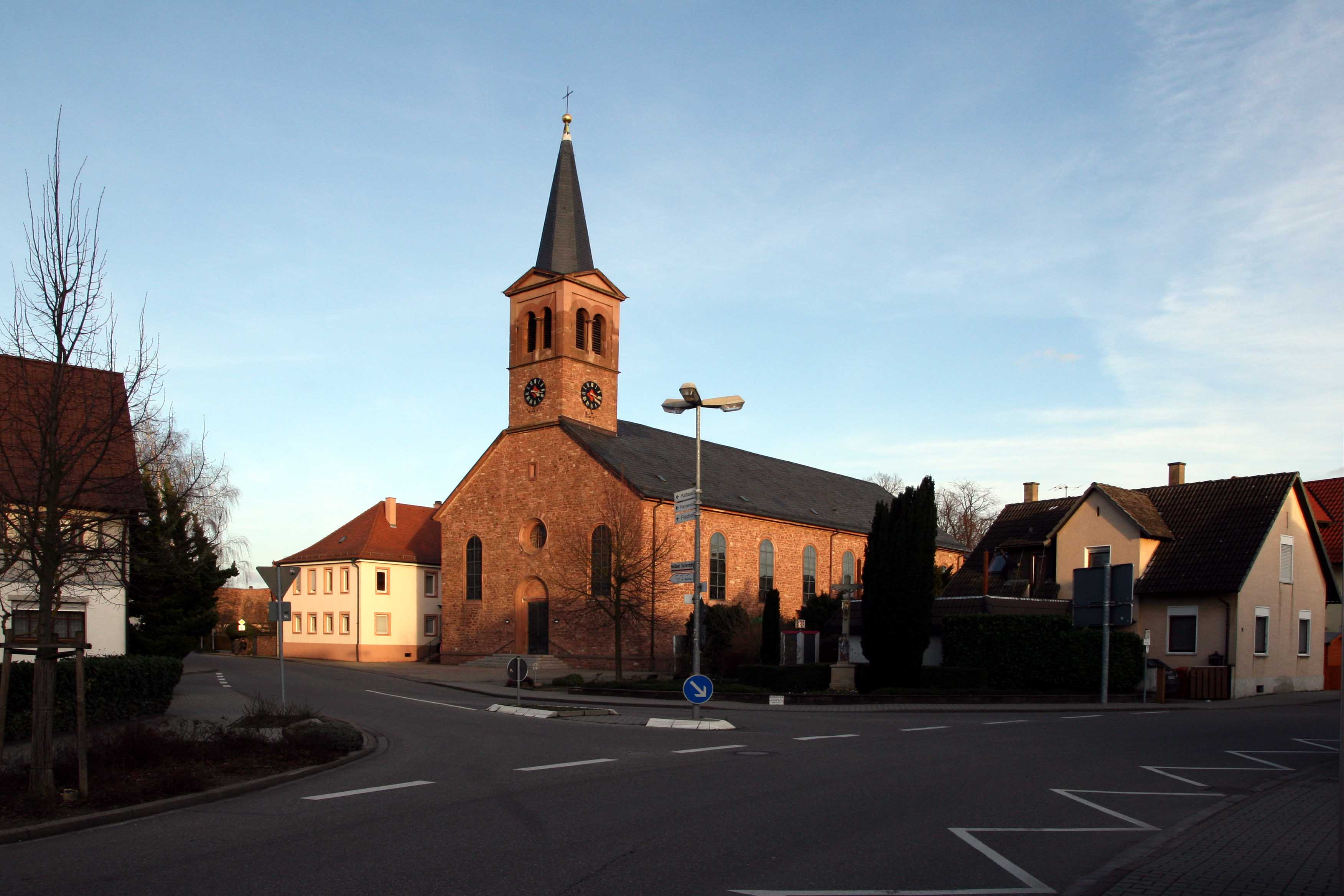
Au am Rhein

1. ↑  Alle politisch selbständigen Gemeinden mit ausgewählten Merkmalen am 31.12.2018 (4. Quartal) (în germană), Statistisches Bundesamt[*], arhivat din original la 10 martie 2019, accesat în 10 martie 2019
2. ↑   http://www.statistik.baden-wuerttemberg.de/BevoelkGebiet/Bevoelkerung/01515020.tab?R=GS216002 Lipsește sau este vid: |title= (ajutor)